# Campeonato Cipriota de Futebol de 2015-16
O Campeonato Cipriota de Futebol de 2015-2016 foi a 78.ª edição da liga de futebol do Chipre. Com 14 participantes, o campeão foi o APOEL.

## Estádios e locais
| Time         | Local             | Estádio                      | Capacidade |
| ------------ | ----------------- | ---------------------------- | ---------- |
| AEK          | Larnaca           | Estádio GSZ                  | 13,032     |
| AEL          | Limassol          | Estádio Tsirion              | 13,331     |
| Anorthosis   | Larnaca           | Estádio Antonis Papadopoulos | 10,230     |
| APOEL        | Nicósia           | Estádio GSP                  | 22,859     |
| Apollon      | Limassol          | Estádio Tsirion              | 13,331     |
| Aris         | Limassol          | Estádio Tsirion              | 13,331     |
| Ayia Napa    | Ayia Napa         | Estádio Tasos Markou         | 5,800      |
| Doxa         | Peristerona       | Estádio Makario              | 16,000     |
| Enosis       | Paralimni         | Estádio Tasos Markou         | 5,800      |
| Ermis        | Aradippou         | Estádio Ammochostos          | 5,500      |
| Ethnikos     | Áquena, Famagusta | Estádio Dasaki               | 7,000      |
| Nea Salamina | Lárnaca           | Estádio Ammochostos          | 5,500      |
| Omonia       | Nicósia           | Estádio GSP                  | 22,859     |
| Pafos        | Pafos             | Estádio Pafiako              | 9,394      |

## Classificação final
|  | P   | Time             | Pts | J  | V  | E | D  | GM | GS | SG  |
|  | --- | ---------------- | --- | -- | -- | - | -- | -- | -- | --- |
|  | 1.  | APOEL            | 62  | 26 | 20 | 2 | 4  | 72 | 18 | +54 |
|  | 2.  | AEK Larnaca      | 61  | 26 | 19 | 4 | 3  | 47 | 17 | +30 |
|  | 3.  | Anorthosis       | 52  | 26 | 15 | 7 | 4  | 48 | 22 | +26 |
|  | 4.  | Omonia           | 49  | 26 | 14 | 7 | 5  | 46 | 24 | +22 |
|  | 5.  | Apollon Limassol | 49  | 26 | 14 | 7 | 5  | 41 | 24 | +17 |
|  | 6.  | Nea Salamis      | 33  | 26 | 8  | 9 | 9  | 37 | 52 | -15 |
|  | 7.  | Aris Limassol    | 31  | 26 | 8  | 7 | 11 | 29 | 31 | -2  |
|  | 8.  | AEL Limassol     | 31  | 26 | 9  | 4 | 13 | 22 | 32 | -10 |
|  | 9.  | Doxa Katokopias  | 30  | 26 | 7  | 9 | 10 | 31 | 41 | -10 |
|  | 10. | Pafos            | 27  | 26 | 6  | 9 | 11 | 35 | 47 | -12 |
|  | 11. | Ethnikos Achnas  | 24  | 26 | 5  | 9 | 12 | 28 | 44 | -16 |
|  | 12. | Ermis Aradippou  | 24  | 26 | 6  | 6 | 14 | 22 | 40 | -18 |
|  | 13. | Enosis Paralimni | 20  | 26 | 4  | 8 | 14 | 28 | 47 | -19 |
|  | 14. | Ayia Napa        | 6   | 26 | 0  | 6 | 20 | 17 | 64 | -47 |

## Estatísticas

### Artilheiros
| Pos. | Jogador             | Clube        | Gols |
| ---- | ------------------- | ------------ | ---- |
| 1    | Fernando Cavenaghi  | APOEL        | 19   |
| 1    | André Alves         | AEK          | 19   |
| 1    | Dimitar Makriev     | Nea Salamina | 19   |
| 4    | Dino Ndlovu         | Anorthosis   | 17   |
| 5    | Tomás De Vincenti   | APOEL        | 15   |
| 5    | Cillian Sheridan    | Omonia       | 15   |
| 5    | André Schembri      | Omonia       | 15   |
| 8    | Alhassane Keita     | Ermis        | 13   |
| 9    | Georgios Efrem      | APOEL        | 11   |
| 9    | Nassir Maachi       | Pafos        | 11   |
| 11   | Pieros Sotiriou     | APOEL        | 10   |
| 11   | Markos Maragoudakis | Aris         | 10   |
| 11   | Nuno Assis          | Omonia       | 10   |

### Tripletes
| #  | Jogador            | Para       | Contra       | Resultado | Data                    |
| -- | ------------------ | ---------- | ------------ | --------- | ----------------------- |
| 1. | Dino Ndlovu        | Anorthosis | Nea Salamina | 1–3       | 29 de agosto de 2015    |
| 2. | Fernando Cavenaghi | APOEL      | AEL Limassol | 6–0       | 17 de outubro de 2015   |
| 3. | Anton Maglica      | Apollon    | Pafos        | 3–1       | 20 de fevereiro de 2016 |